# Dinastía XXXI de Egipto

Imperio persa en su máxima expansión.

La Dinastía XXXI o Trigesimoprimera Dinastía, también denominada segunda dominación persa de Egipto, transcurre de 343 a 332 a. C. Pertenece al final del periodo tardío de Egipto, que comprende las dinastías XXVI, XXVII, XXVIII, XXIX, XXX y XXXI.

## Historia
En este periodo de nueve años Egipto fue un país ocupado por gobernantes extranjeros y muchos textos coetáneos indican que fue una época de violencia y opresión.
El segundo periodo de dominación persa tuvo tres reyes: El primero fue Artajerjes III Oco que en 343 a. C. derrotó a Nectanebo II, el último faraón de la dinastía XXX, y aunque fue asesinado por su propio general, en 338 a. C., le sucedió en el trono su hijo Arsés.
Durante el reinado de Arsés, al menos un personaje egipcio reclamó el trono, pero él lo hizo desistir, y apenas fue mencionado en los documentos; su nombre, Jabebesh, puede ser libio, y aunque tuvo algunos seguidores en el Alto Egipto nunca gobernó realmente sobre el país. Es probable que en esta época hubiera otros pretendientes al trono.

Darío III fue el tercer y último gobernante de esta dinastía. Subió al trono del imperio persa el 336 a. C. con el deber de salvar un imperio que estaba debilitándose, pero en 334 a. C. tuvo que enfrentar su mayor reto: Alejandro Magno, el recién nombrado Hegemon por la Liga de Corinto invadió Persia: la guerra había comenzado. 

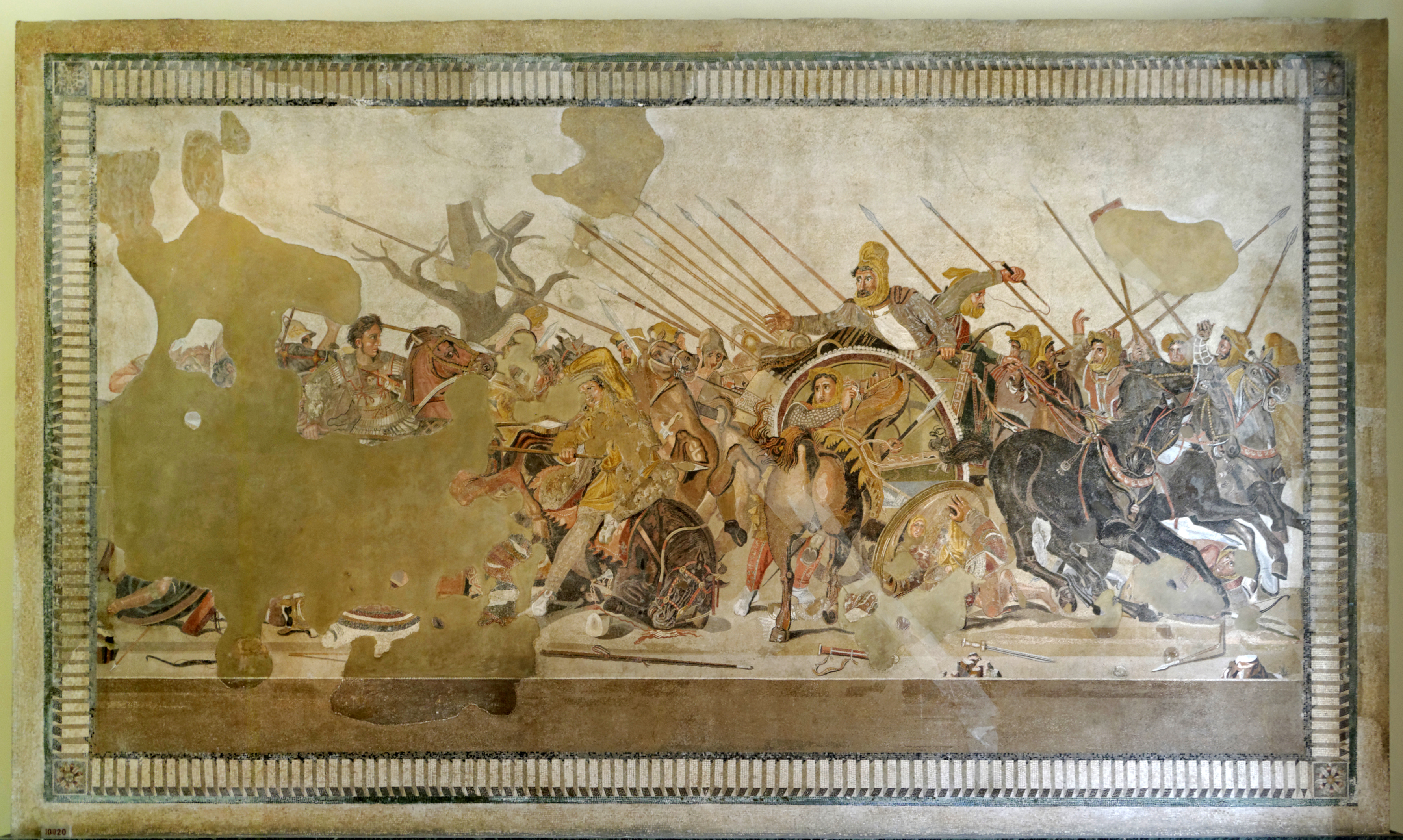
Batalla de Issos: Darío III (al centro) luchando contra Alejandro Magno (izquierda).

Darío, viendo que su ejército era derrotado una y otra vez, se puso a la cabeza para intentar detener el avance de Alejandro, pero en la batalla de Issos (12 de noviembre de 333 a. C.) la victoria fue de Alejandro.
Este hecho fue crucial, pues para que Alejandro pudiera avanzar hacia el corazón del imperio persa tenía que asegurarse la retaguardia conquistando Oriente Próximo y Egipto, aún bajo dominio persa, tarea que emprendió a inicios de 332 a. C. con el asedio de Tiro que resistió seis meses; después se dirige rápidamente a Egipto donde, tras vencer lo que quedaba del ejército persa, se proclama "Hijo de Amón" y reorganiza sus territorios para darles mayor cohesión; luego retoma la conquista de un imperio persa que no gobernaría nunca más sobre Egipto. Alejandro Magno de esta forma expulsaba al imperio persa de Egipto, donde se fundará una nueva dinastía: la Dinastía Macedónica.

## Faraones de la dinastía XXXI de Egipto
| Nombre              | Comentarios                                                          | Reinado       |
| ------------------- | -------------------------------------------------------------------- | ------------- |
| Artajerjes III Oco  | Hizo de Egipto una satrapía Persa. Fue asesinado por su visir Bagoas | 341-338 a. C. |
| Artajerjes IV Arsés | Hijo de Artajerjes. Soberano títere, manejado por Bagoas             | 338-336 a. C. |
| Darío III Codomano  | Último rey persa, aqueménida. Derrotado por Alejandro Magno          | 336-332 a. C. |

## Cronología de la dinastía XXXI
Cronología propuesta por los egiptólogos: 
- Primer faraón: Artajerjes III Oco, c. 342/1-338 a. C.
- Último faraón: Darío III Codomano, c. 336/5-332 a. C.